# Grb Salvadora
Grb Salvadora se u današnjem obliku primjenjuje od 1912. godine. U središtu se nalazi trokut, u kojem je pet vulkana, koji simboliziraju pet država Centralne Amerike i nad kojima je frigijska kapa i natpis "15 Septiembre de 1821", 15. rujna 1821., datum proglašenja neovisnosti Salvadora. Nad frigijskom je kapom duga, simbol slobode. Isti ili slični motivi javljaju se i na grbovima Gvatemale, Hondurasa, Kostarike i Nikaragve.
Iza trokuta je pet zastava Centralnoameričke Federacije, koja je postojala od 1823. do 1838. U podnožju je geslo Salvadora, "Dios, Union, Libertad" ("Bog, jedinstvo, sloboda"). Trokut okružuje lovorov vijenac, kao i natpis "Republica de El Salvador en la America Central" ("Republika Salvador u Centralnoj Americi"). 